# Luís Miguel Rocha
Luís Miguel Rocha (* Februar 1976 in Porto; † 26. März 2015 in Mazarefes, Distrikt Viana do Castelo, Portugal) war ein portugiesischer Schriftsteller und Produzent. Er veröffentlichte mehrere Romane, deren Hauptfiguren Päpste sind.

## Leben
Rocha verbrachte seine Kindheit und Jugend in Viana do Castelo. Nach Schule und Studium ging er nach Großbritannien, um dort für verschiedene TV-Sender zu arbeiten. Parallel dazu begann Rocha zu schreiben und hatte 2006 mit seinem Roman O Último papa (dt.: Das dritte Geheimnis) seinen ersten Erfolg.

## Rezeption
In seinen Romanen thematisierte Rocha gern das Leben und Sterben von Päpsten. Sein Roman Das dritte Geheimnis  basiert auf den Verschwörungstheorien um Papst Johannes Paul I., und der Roman Bala santa entstand nach weiteren Theorien um den Tod von Papst Johannes Paul II. In seinem Roman A mentira sagrada beschäftigte sich Rocha mit dem emeritierten Papst Benedikt XVI.

## Tod
Im Alter von 39 Jahren starb Luis Miguel Rocha am 26. März 2015 an den Folgen einer langen Krebserkrankung zuhause in seinem Haus in der Ortschaft Mazarefes, Distrikt Viana do Castelo, und wurde auf dem dortigen Ortsfriedhof beigesetzt. 

## Werke (Auswahl)
- Das dritte Geheimnis (O Último Papa). Thriller. Bastei Lübbe, Bergisch Gladbach 2009, ISBN 978-3-404-15957-4
- Um país encantado. Planeta, Lissabon 2005, ISBN 972-731-176-8
- Bala santa. Parallelo, Lissabon 2007, ISBN 978-989-813400-4
- A virgem. Mill Books, Porto 2009, ISBN 978-989-8185-19-8
- A mentira sagrada. Porto Editora, Porto 2011, ISBN 978-972-004-325-2
- A Filha do Papa. Porto Editora, Porto 2013, ISBN 978-972-0-04411-2